# Тутальська
Тута́льська (рос. Тутальская) — селище у складі Яшкинського округу Кемеровської області, Росія.

## Населення
Населення — 680 осіб (2010; 763 у 2002).
Національний склад (станом на 2002 рік):
- росіяни — 97 %